# Thomas Kakuska
Thomas Kakuska (né le 25 août 1940 à Vienne et mort le 4 juillet 2005 dans la même ville) est un altiste autrichien, qui est membre du Quatuor Alban Berg de 1981 jusqu'à sa mort.

## Biographie
Kakuska fait ses études à l'Académie de musique et d'arts du spectacle de Vienne avec comme professeur Franz Samohyl (en). Il devient membre des solistes de Vienne et du Trio à cordes de Vienne ainsi que premier violon du quatuor à cordes européen. À 27 ans, en 1967, il entre comme soliste à l'orchestre Tonkünstler à Vienne. En 1981 et jusqu'à son décès, il prend la succession de Hatto Beyerle comme altiste du Quatuor Alban Berg.
Kakuska est professeur à l'académie de musique et d'arts du spectacle de Vienne à partir de 1971, et à l'université de Cologne en Allemagne à partir de 1993.
Après la mort de Kakuska, son amie, la compositrice Hilda Paredes, écrit In Memoriam Thomas Kakuska pour violon seul, qui est créé par son époux, Irvine Arditti, dans un concert d'hommage à Vienne en 2006.